# Jonàs ibn Janah
Jonàs ibn Janah —en hebreu יונה אבן ג'נאח, Yonah ibn Ŷanāh; en àrab أبو الوليد مروان بن جناح, Abū l-Walīd Marwān ibn Janāḥ— (Còrdova, ca. 990 - Saragossa, ca. 1050) fou un gramàtic, lexicògraf, metge i farmacòleg jueu andalusí, considerat el major filòleg hebreu de l'edat mitjana.

## Biografia
Naix a Còrdova, però ben aviat es trasllada a Lucena, important centre jueu, on es forma sota el mestratge dels filòlegs Yiṣḥaq bar Levī ibn Mar Šaʾūl i Isaac ben Gikatilla, principalment, i d'altres mestres, com Abū l-Walīd ben Ḥasday i Abū ʿAmr ben Yaqwaʾ. A Lucena, assoleix una sòlida formació en àrab, hebreu i arameu, estudia l'exegesi bíblica i alcorànica, i adquireix un ampli coneixement de les fonts rabíniques tradicionals.
Escriu poesia en hebreu durant el seu període de Lucena, de la qual no s'ha conservat res, però ben aviat abandona aquesta faceta.
Després d'uns anys a Lucena, torna a Còrdova, on continua l'estudi de l'obra del gramàtic Judà ben David Hayyuj i es dedica a l'estudi de la medicina i la farmacologia. La inestabilitat causada per la guerra civil que duu a la caiguda del califat de Còrdova, l'obliga a sortir de Còrdova, al voltant de 1013, i es trasllada a Saragossa, on viu fins a la seva mort, escriu tota la seva obra, i es dedica a la medicina com a professió.
Iniciat a Còrdova i finalitzat a Saragossa, redacta el Kitāb al-Mustalḥaq, en la idea de completar l'obra d'Hayyuj. Els deixebles d'Hayyuj, Samuel ibn Nagrella entre d'altres, interpretaren aquest llibre com un atac al seu mestre, i replicaren amb diverses obres.
Escriu una obra medicofarmacològica, el Kitāb al-Taljīṣ, que va tenir una forta influència posterior, tant en el món jueu com en el musulmà. Maimònides l'utilitza en la confecció dels seus llibres de medicines. Actualment no es conserva.
La seva obra principal, que el situa al capdavant dels gramàtics jueus de tota l'edat mitjana, el Kitāb al-Tanqīḥ, composta de dos volums, és la primera gramàtica sistemàtica, en la primera part, i el primer diccionari de lexemes bíblics complet, en la segona part.

## Obra
Escriu totes les seves obres en judeoàrab, és a dir, en idioma àrab, però amb l'adopció de l'alefat hebreu com a sistema d'escriptura.

### Gramàtica
- Kitāb al-Mustalḥaq ('Llibre de l'annex'). Tractat que completa i corregeix l'obra d'Hayyuj, afegint arrels noves, o aportant noves accepcions, formes o definicions. Fou traduït a l'hebreu en el segle xii amb el títol de Sefer ha-Hassagah ('Llibre de la crítica').[14][15]
- Risālat al-Tanbīh ('Epístola de l'admonició'). Rèplica a un rèplica titulada Kitāb al-Istīfāʾ, dels deixebles d'Hayyuj, en contra del Kitāb al-Mustalḥaq.[10][16][17]
- Kitāb al-Taṣwīr ('Llibre de la confusió'). Rèplica a una rèplica titulada Rasāʾil al-rifāq ('Les epístoles dels companys'), d'Ibn Nagrella i altres deixebles d'Hayyuj, contra el Kitāb al-Mustalḥaq. Conservació fragmentària.[18]
- Kitāb al-Taswiʾa ('Llibre de la reprovació'). Altra rèplica a comentaris sobre el seu Kitāb al-Mustalḥaq.[19][20]
- Kitāb al-Tanqīḥ ('Llibre de l'examen minuciós'). Està compost per dos llibres, el Kitāb al-Lumaʿ ('Llibre del llampec'), una gramàtica sistemàtica de la llengua hebrea, i el Kitāb al-Uṣūl ('Llibre de les arrels'), un diccionari de lexemes bíblics complet. En la seva obra utilitzà la tradició jueva, però fonamentalment els estudis de gramàtica àrab. Utilitza profusament la lingüística comparada, amb l'àrab i l'arameu.[21][22]
- Risālat al-Taqrīb wa-l-tashīl ('Epístola de l'aproximació i la facilitació'). Llibre orientat a principiants, en què aclareix l'obra d'Hayyuj.[17][19]

### Medicina i farmacologia
- Kitāb al-Taljīṣ ('Llibre de l'extracte'). Diccionari sobre el nom de les plantes i drogues. També és conegut com a Kitāb Tafsīr al-adwiya ('Llibre del comentari dels medicaments'), o Tarŷamat al-adwiya al-mufrada ('Llibre de la interpretació dels medicaments simples'). Obra perduda.[10]